# Kleine vireo
De kleine vireo (Pachysylvia decurtata synoniem: Hylophilus decurtatus) is een zangvogel uit de familie Vireonidae (vireo's).

## Verspreiding en leefgebied
Deze soort komt voor van Mexico tot Peru en telt zes ondersoorten:
- P. d. brevipennis: oostelijk Mexico.
- P. d. dickermani: zuidoostelijk Mexico.
- P. d. phillipsi: Yucatán (zuidoostelijk Mexico) en noordelijk Belize.
- P. d. decurtata: van zuidelijk Belize en Guatemala tot centraal Panama.
- P. d. darienensis: van centraal Panama tot noordwestelijk Colombia.
- P. d. minor: van westelijk Colombia tot noordwestelijk Peru.

## Status
De grootte van de populatie is in 2019 geschat op 0,5-5 miljoen volwassen vogels. Op de Rode lijst van de IUCN heeft deze soort de status niet bedreigd.